# NGC 4949
NGC 4949 је спирална галаксија у сазвежђу Береникина коса која се налази на NGC листи објеката дубоког неба.
Деклинација објекта је + 29° 1' 45" а ректасцензија 13h 4m 18,1s. Привидна величина (магнитуда) објекта NGC 4949 износи 14,9 а фотографска магнитуда 15,7.